# Teleférico de Fuente Dé
El teleférico de Fuente Dé es un teleférico situado en la comarca de Liébana, Cantabria (España). Une la localidad de Fuente Dé y el mirador de El Cable, en los Picos de Europa.

## Historia

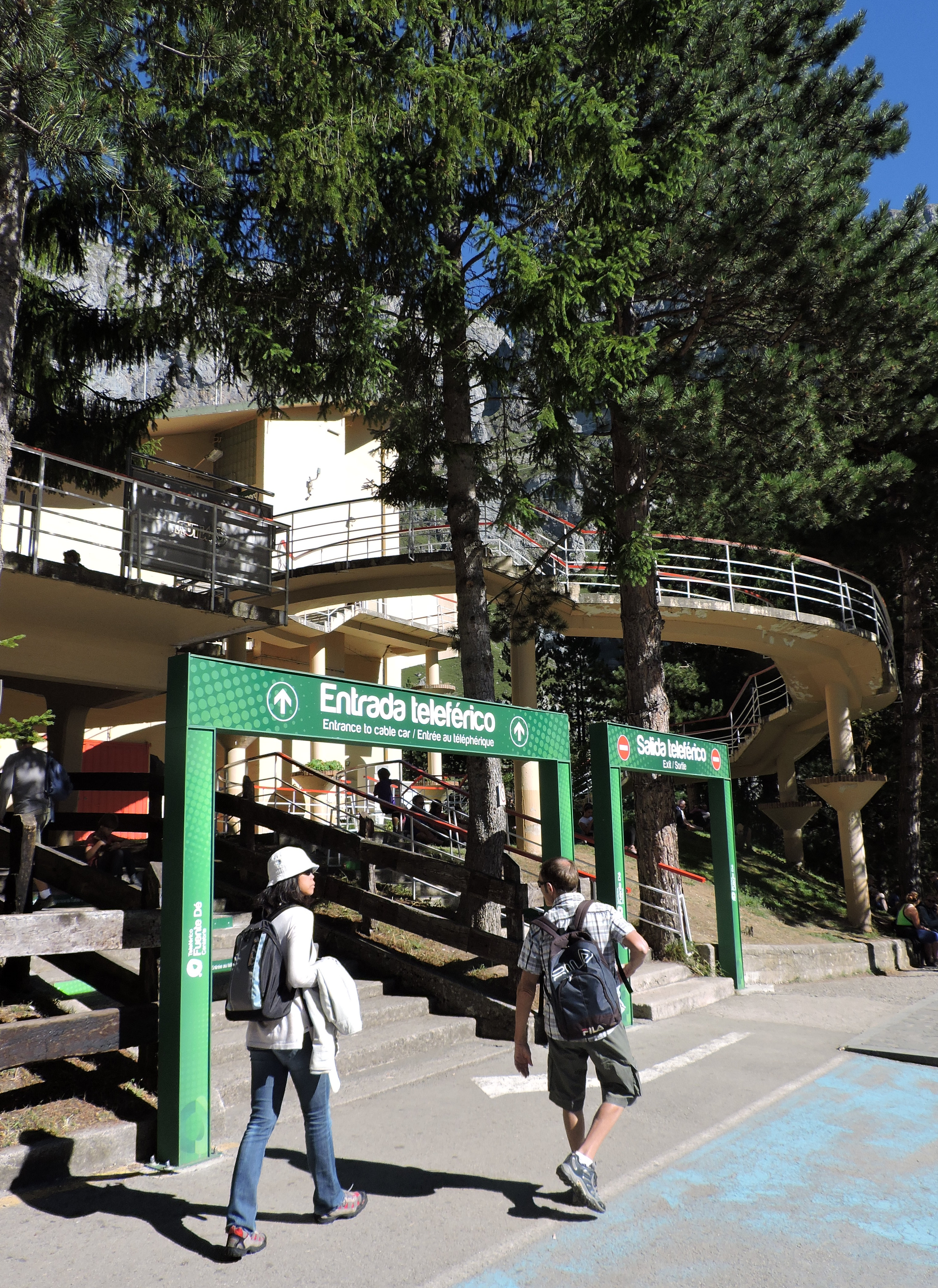
Estación base

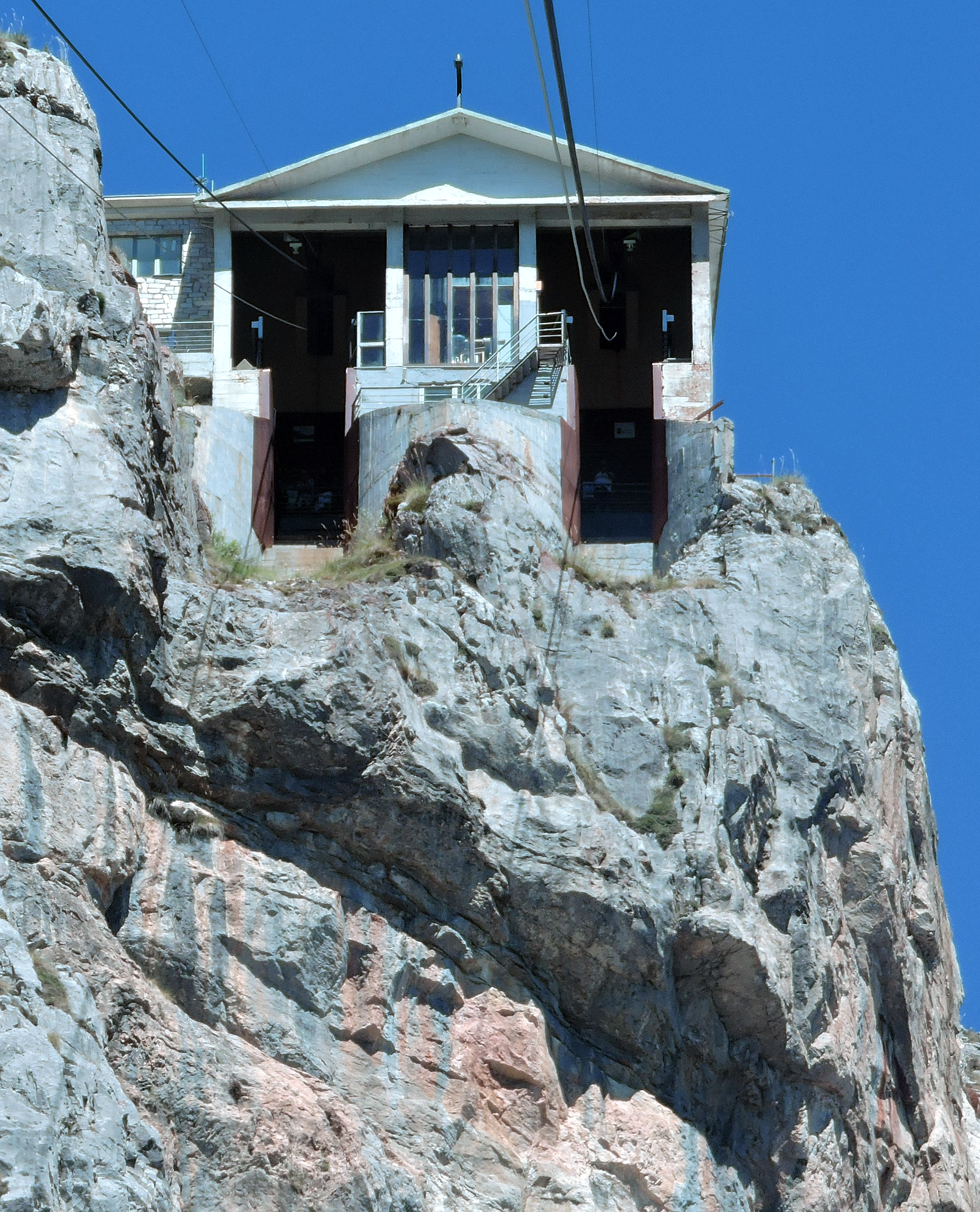
Estación superior

La idea de su construcción surgió de José Antonio Odriozola (presidente entre 1971 y 1981 de la Federación Española de Montañismo), cuya familia era oriunda de la comarca de Liébana. Diseñado por el ingeniero de Caminos, Canales y Puertos José Calavera Ruiz y el arquitecto Ángel Hernández Morales, se comenzó a construir el 20 de noviembre de 1962 y fue abierto al público el 21 de agosto de 1966.

## Características

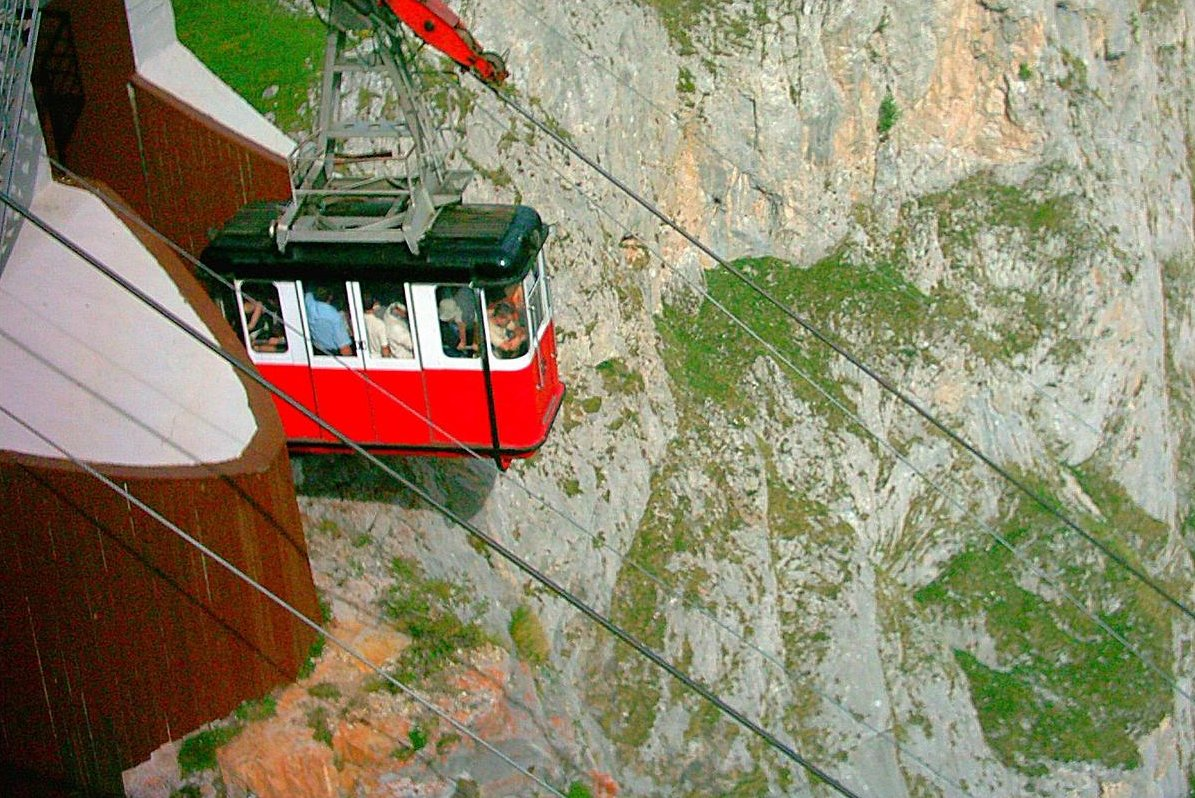
Antiguas cabinas del teleférico (2007).

El teleférico salva un desnivel de 753 metros. La estación base se encuentra a 1070 metros de altitud y la base superior a 1823 metros. La capacidad de las cabinas es de 20 plazas. Alcanza en 3 minutos 40 segundos la cota de 1847 m s. n. m., lo que permite un rápido acceso al macizo Central de los Picos de Europa. El teleférico está compuesto de 1 tramo, con 2 secciones independientes, con un transportador en cada una de ellas, de funcionamiento independiente y con regulación de velocidad. El cable tiene una longitud de 1450 metros y las cabinas se desplazan a 10 metros por segundo. El de Fuente Dé es el teleférico más largo de Europa con tramo único.